# Rutger von Ascheberg
Rutger von Ascheberg (Koerland, 2 juni 1621 - Göteborg, 17 april 1693) was een Zweeds gouverneur en maarschalk.

## Biografie
Rutger von Ascheberg werd geboren in het landhuis Berbonen in Koerland. Hij werd geboren in een oude Westfaalse familie die in de 16de eeuw geëmigreerd waren naar Koerland. Al op dertienjarige leeftijd begon hij aan zijn militaire carrière als page in het Zweedse leger in de Dertigjarige Oorlog en was aanwezig bij de slag bij Nördlingen. Vijf jaar later verliet hij het leger om te gaan studeren in Frankrijk.

### Militaire carrière
Op 19-jarige leeftijd werd hij aangesteld in een Hessisch cavalerieregiment dat onder de vlag van Zweden vocht. Hij wist zich te onderscheiden, maar raakte bij de slag bij Breitenfeld gewond. In de resterende jaren van de oorlog diende hij onder de maarschalken Lennart Torstenson en Carl Gustaf Wrangel. In 1646 werd hij benoemd tot kapitein in het Zweedse leger.
In 1655 werd Von Ascheberg met zijn verworven regiment ingezet tijdens Noordse Oorlog. Tijdens de Slag bij Cojnice voerde hij voor het eerst zijn eigen leger aan. In 1659 raakte hij ernstig gewond tijdens de Zweedse aanval op Kopenhagen. Vijf jaar later werd hij gepromoveerd tot majoor-generaal en vijf jaar later tot luitenant-generaal. In 1676 volgde zijn ridderschap.
Tijdens de Schoonse Oorlog was hij verantwoordelijk voor de verdediging van de regio Bohuslän. Toen hij orders ontving van de koning ontving om slag te gaan leveren in Skaneland reisde hij met zijn leger naar het zuiden af. Hij wist zich te onderscheiden tijdens de Slag bij Halmstad en later ook bij Landskrona. In 1678 volgde zijn laatste promotie tot veldmaarschalk.

### Latere jaren
Nadat de Schoonse Oorlog was afgelopen werd hij benoemd tot gouverneur van Göteborg, Buhuslän en Dalsland. In 1680 werd hij ook benoemd tot gouverneur van Skaneland. Het jaar daarop verkreeg hij de plek als koninklijk raadgever. In 1687 werd hij tot graaf verheven. Op 17 april 1693 overleed hij te Göteborg.